# Ivar Röing
Ivar Röing, född 3 juli 1879 i Jörlanda socken, död 14 december 1961 i Danderyds församling, var en svensk apotekare och företagsledare.
Ivar Röing var son till godsägaren Erhard Gotthilf Röing. Han avlade farmacie studiosiexamen 1899 och apotekarexamen 1905. Han tjänstgjorde därefter på apotek till 1908, då han bildade det kemisktekniska företaget AB Oxygenol, där han blev teknisk chef och från 1925 även VD och huvuddelägare. 1942 bildade Oxygenol dotterbolaget AB Recip, som tillverkade läkemedel. Röing blev dess VD från starten. 
Röing deltog i bildandet av flera yrkessammanslutningar, bland annat Svenska annonsörers förening 1924 (där han var styrelseledamot från starten), Kemisk-teknisk fabrikantförening 1926 (där han var styrelseledamot från starten), Kemisk-tekniska & livsmedelsfabrikanters förening (KeLiFA) 1932 (där han var styrelseledamot 1932–1944), AB Andersén-Gruppens annonsexpedition 1932 (där han var styrelseledamot 1932–1947), Likaprisnämnden 1930 (där han var styrelseledamot 1930–1944) och Reklamgranskningen för fria läkemedel 1941 (där han var styrelseledamot från starten). Röing var kommunpolitiskt aktiv i Stocksunds köping, där han tillhörde skolrådet 1917–1927 och hälsovårdsnämnden 1918–1943